# Трокс
Трокс (пол. Troks) — село в Польщі, у гміні Олькуш Олькуського повіту Малопольського воєводства.
Населення — 564 особи (2011).
У 1975-1998 роках село належало до Катовицького воєводства.

## Демографія
Демографічна структура станом на 31 березня 2011 року:
|          | Загалом | Допрацездатний вік | Працездатний вік | Постпрацездатний вік |
| -------- | ------- | ------------------ | ---------------- | -------------------- |
| Чоловіки | 281     | 54                 | 188              | 39                   |
| Жінки    | 283     | 55                 | 156              | 72                   |
| Разом    | 564     | 109                | 344              | 111                  |